# Franc Kornig
Franc (Franjo) Kornig ili Kornik (Radgona - Zagreb, 10. ili 26. veljače, 1807.) učitelj, slovničar i pisac njemačkog podrijetla.
Rođen u gradu Radgoni, danas leži na granici Austrije i Slovenije, u kojem su tada živjeli Nijemci i Slovenci.
Bio je učitelj u Samoboru (1783. – 1785.), zatim u Zagrebu u Glavnoj narodnoj učioni. Okol 1797. je djelovao u Primarnoj narodnoj školi, gdje je imenovan ravnateljem 1803. godine. Za školske je potrebe s njemačkoga prevodio na kajkavsko narječje hrvatskog jezika. Sastavio je hrvatsku (kajkavsku) gramatiku na njemačkom jeziku: Kroatische Sprachlehre, oder Anweisung für Deutsche, die kroatische Sprache in kurzer Zeit gründlich zu erlernen (1795.).

## Vanjske povezanice
- Kroatische Sprachlehre oder Anweisung für Deutsche, die kroatische Sprache in kurzer Zeit gründlich zu erlernen (1795.), digital.onb.ac.at
- KORNIG, Franjo (Kornik, Franz) (Hrvatski biografski leksikon)